# Pseudosinella zygophora
Pseudosinella zygophora is een springstaartensoort uit de familie van de Entomobryidae. De wetenschappelijke naam van de soort is voor het eerst geldig gepubliceerd in 1908 door Schille.